# Vils (Duna)
A Vils a Duna egyik mellékfolyója Alsó-Bajorországban.

## Adatok
A Große Vils („Nagy Vils”) és a Kleine Vils („Kis Vils”) Felső-Bajorországban ered. A Vils a két folyó összefolyásánál, Schalkhamnál születik az erdingi körzetben. Vilshofennél, 293 méter tengerszint feletti magasságban, a Dunába torkollik a 2248,7 folyamkilométer után. A Vils 68,62 km hosszú. Ha a Große Vilset is hozzászámoljuk, akkor összesen 104 km hosszú.
A vízgyűjtőterülete 1445 km², az átlagos vízhozama 76,8 m³/s. Árvíz esetében emelkedhet 520 m³/s-re is. A folyó nem hajózható.
Az enyhe Vils-völgyben mezőgazdasággal foglalkoznak. Ezenfelül vízerőművek működnek a Vilsen. A központi területen, Frontenhausennél van a Vilstalsee („Vils völgyi tó”), ami üdülőhelyként is funkcionál.
Összesen három Vils nevű folyó van. Az egyik a Naab mellékfolyója Felső-Pfalzban, a másik a Lech mellékvíze Dél-Bajorországban és Ausztriában.

## Települések
Kisebb városok a folyónál Vilsbiburg és Vilshofen.
Községek: Taufkirchen, Velden, Schalkham, Gerzen, Aham, Frontenhausen, Marklkofen, Reisbach, Eichendorf és Aldersbach.

## Mellékvizei
A Vils jobb oldali mellékvizei a Schwimmbach, a Dingdorfer Bach, a Hötzendorfer Graben, a Siegersbach, a Salehner Bach, az Etzenbach, az Eglseegraben, a Kollbach, a Sulzbach és az Aldersbach.
Bal oldalról folynak bele a Stephansbrünnlbach, a Suldinger Bach, a Pfaffenbach, a Frauengraben, a Steindlgraben, a Kleine Vils, a Paradiesbach, a Sommeraubach, az Erlinger Bach, az Abensbach, a Grundlbach, az Oberwindener Bach, a Gruber Bach, a Zitterbach, az Erletgraben, a Feldgraben, a Gainstorfer Graben és a Müllerlohegraben.

## Galéria

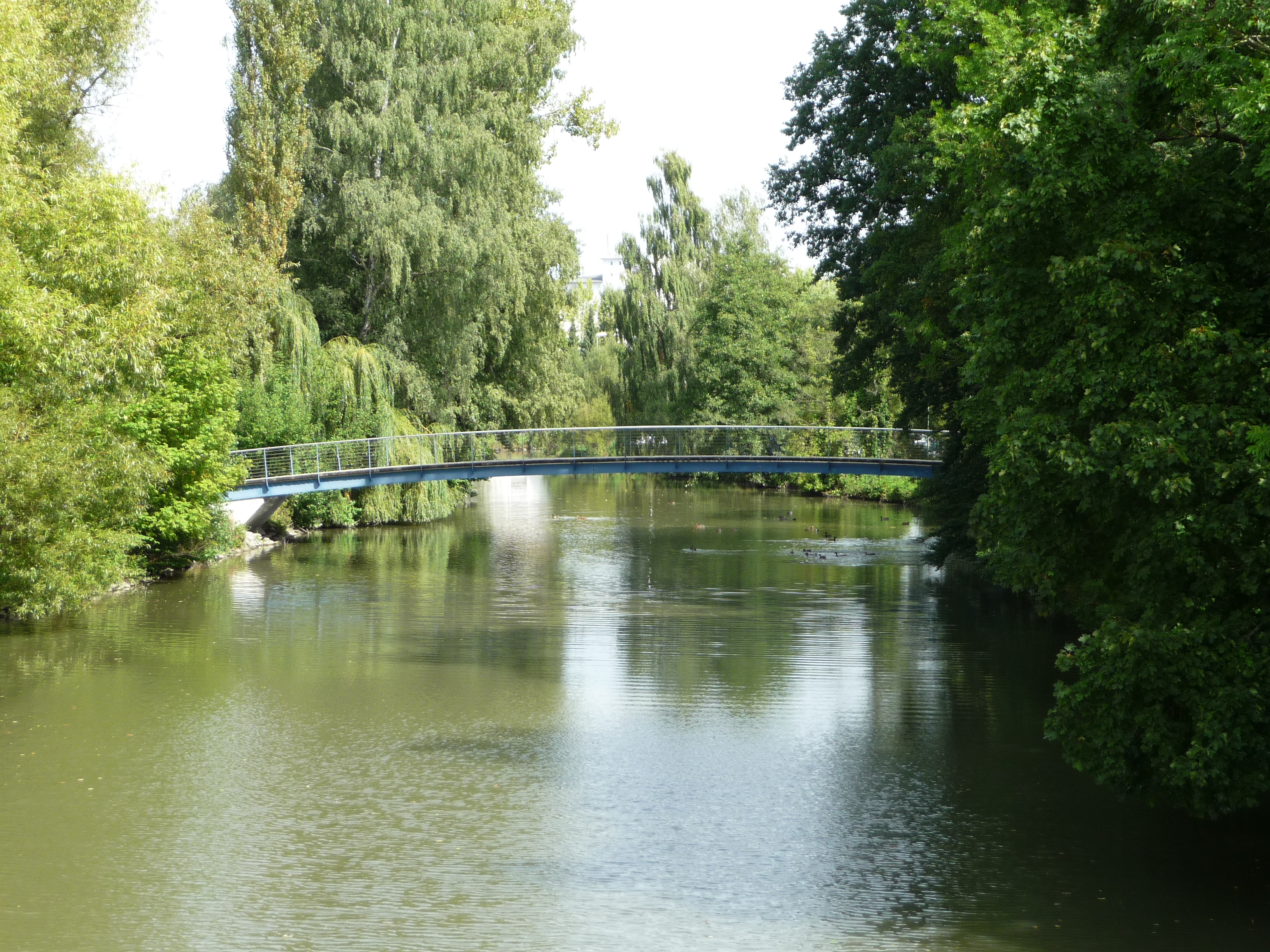
A Große Vils Vilsbiburgban
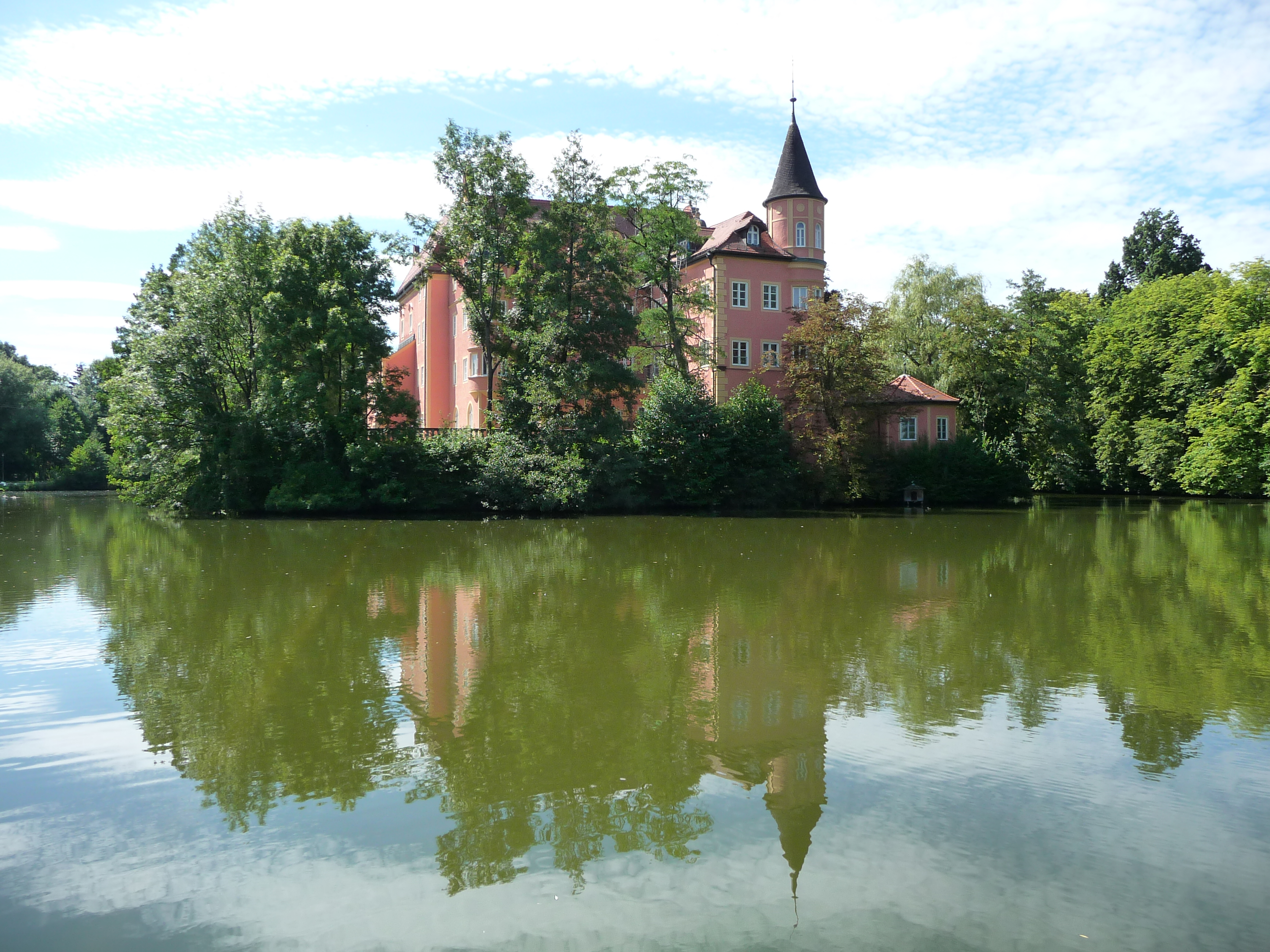
Vízikastély Taufkirchenben
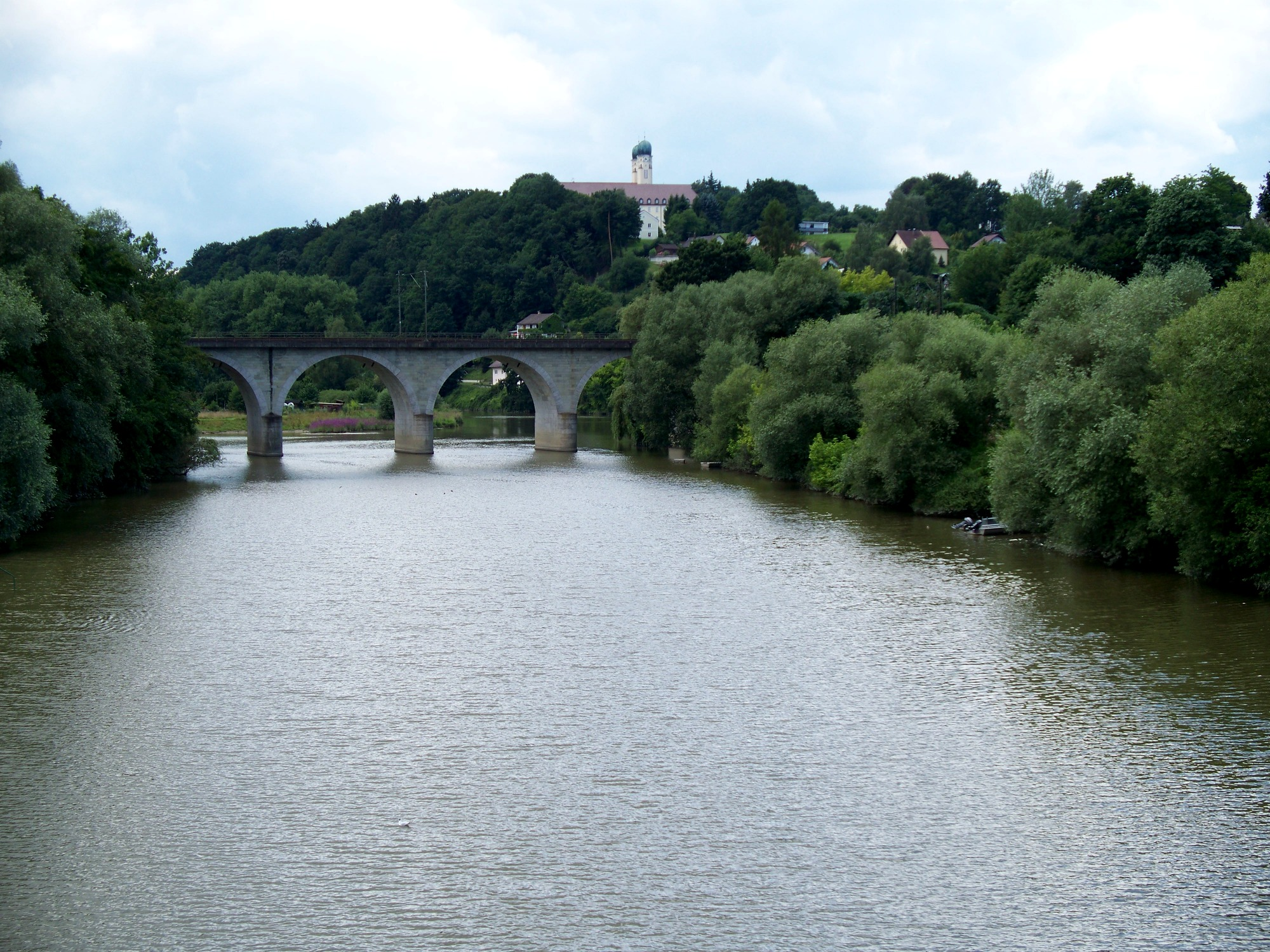
Vasúti híd Vilshofenben

## Fordítás
- Ez a szócikk részben vagy egészben  a   Vils (Donau) című német Wikipédia-szócikk fordításán alapul.  Az eredeti cikk szerkesztőit annak laptörténete sorolja fel. Ez a jelzés csupán a megfogalmazás eredetét és a szerzői jogokat jelzi, nem szolgál a cikkben szereplő információk forrásmegjelöléseként.